# Modesto Manifesto
O Modesto Manifesto é um código de conduta viver e trabalhar para os homens evangélicos.

## História
Em 1948, em um quarto de hotel em Modesto (Califórnia), o evangelista Billy Graham e sua equipe evangelística estabeleceram o Modesto Manifesto, um código de ética da vida e trabalhar para se proteger contra acusações de abuso financeiro, sexual e poder. Em 1979, a Billy Graham Evangelistic Association inspirou-se no manifesto para a fundação do Conselho Evangélico de Responsabilidade Financeira. Depois de alguns anos, o código foi seguido por líderes evangélicos. Em 2017, o vice-presidente dos Estados Unidos Mike Pence afirmou seguir uma das regras do código sobre como evitar ficar sozinho com uma mulher que não seja sua esposa.

## Recursos
Este código inclui 4 regras para coletar ofertas em igrejas, trabalhar apenas com igrejas que apoiavam o evangelismo cooperativo, usando estimativas oficiais de multidões em eventos ao ar livre e um compromisso de nunca ficar sozinho com uma mulher que não fosse sua esposa, a menos que outra pessoa esteja presente. 

## Controvérsias
Em 2017, o manifesto foi acusado de sexismo pela editora-chefe do Christianity Today, Katelyn Beaty. O autor Michael L. Brown respondeu a essa crítica dizendo que o manifesto simplesmente reconhece a atração natural entre um homem e uma mulher e ajuda a prevenir oportunidades de tentação.